# Glyphodera hennigi
Glyphodera hennigi är en tvåvingeart som beskrevs av Verbeke 1951. Glyphodera hennigi ingår i släktet Glyphodera och familjen skridflugor.
Artens utbredningsområde är Uganda. Inga underarter finns listade i Catalogue of Life.